# Germaine Tailleferre
Germaine Tailleferre (Saint-Maur-des-Fossés, 19 de abril de 1892 - Paris, 7 de novembro de 1983) foi uma compositora e pianista francesa. 
Foi a única integrante feminina do importante grupo de compositores franceses modernistas Os Seis. Este grupo de jovens compositores foi mentorizado por Jean Cocteau que marcou a música gaulesa e europeia do entre-guerras: os mais famosos foram Poulenc, Honegger ou Milhaud. Foi aluna de Maurice Ravel. As suas composições incluem Concerto para Piano, Concertino para Harpa, Concerto para Dois Pianos, Voz e Orquestra, Concerto para Barítono, Piano e Orquestra, Quarteto de Cordas, Sonata para Violino, ballets, etc.

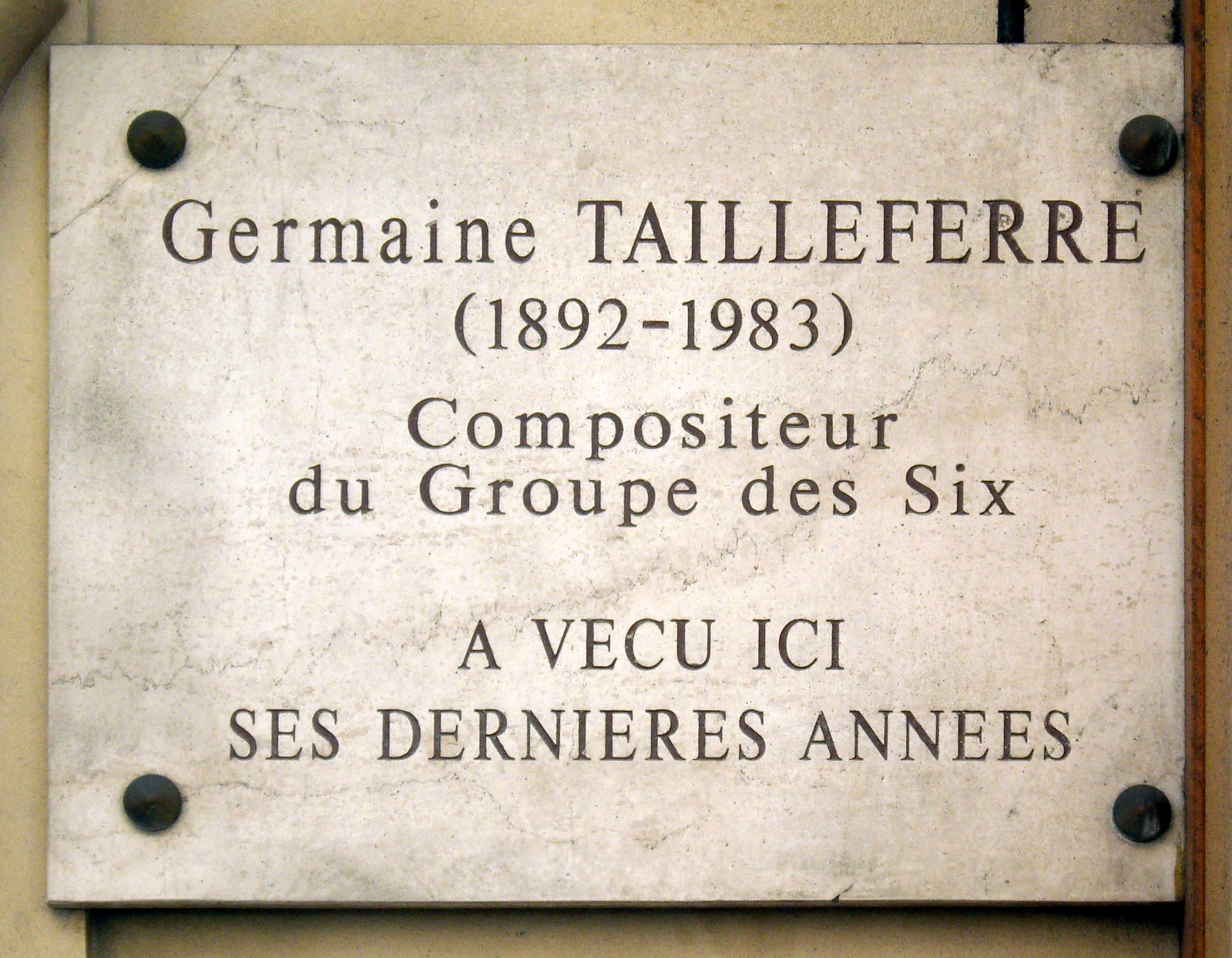
Plaque Germaine Tailleferre, 87 rue d'Assas, Paris 6